# 克萊弗 (密蘇里州)
克萊弗（英語：Clever）是位於美國密蘇里州克里斯蒂安縣的城市。

## 人口
根據2020年美國人口普查的數據，克萊弗的面積為3.89平方千米，皆為陸地。當地共有人口2918人，而人口密度為每平方千米750人。